# Аугшкап, Татьяна Агриевна
Татья́на Агриевна Аугшкап (родилась 8 декабря 1961, Рига) — советская и российская актриса театра и кино, заслуженная артистка Российской Федерации (1994).

## Биография
Дед Роберт Петрович Аугшкапс — латыш. В годы Гражданской войны он был латышским стрелком. Работал инженером, его жена, наполовину полька, наполовину белоруска, вела домашнее хозяйство, растила детей. Их сын — Агрий Аугшкап играл в рижском театре Русской драмы, преподавал актёрское мастерство. Мать Флора Жозефовна, наполовину армянка, наполовину француженка. Две дочери — Татьяна и Ирина.
Отец рано стал приучать дочерей к сцене, водил на репетиции и спектакли. Сёстры уже в школьном возрасте стали выходить на сцену, а к окончанию учёбы уже твёрдо решили стать актрисами.
В 1984 году Татьяна окончила ГИТИС, курс Ремеза О. Я., Фоменко П. Н.. С 1985 года стала актрисой театра им. Гоголя, с 1986 года — актрисой театра имени Маяковского.
Собрала творческий коллектив, результатом его работы стал детский спектакль «Тайна старого шкафа».
В мае 1999 года Аугшкап создала агентство «АртКиТ-2000» (артисты кино и театра). В 2008 году вместе с актёром Ильей Ильиным выпустила аудиокнигу «Венера в мехах» по роману Леопольда Захер-Мазоха.
Первым мужем стал актёр Леонид Громов, её однокурсник. В браке у них родился сын Иван, который впоследствии также стал актёром.
Вторым мужем стал актёр театра имени Маяковского Александр Макогон.
Сестра Ирина — актриса Ленкома.

## Награды и звания
- Орден Дружбы (9 июня 2023) — за большой вклад в развитие отечественной культуры и искусства, многолетнюю плодотворную творческую деятельность[5].
- Заслуженный артист Российской Федерации (29 декабря 1994) — за заслуги в области искусства[2]
- Благодарность президента Российской Федерации (3 марта 2016) — за заслуги в развитии культуры, средств массовой информации и многолетнюю плодотворную деятельность[6]

## Творчество

### Роли в театре

#### Московский академический театр имени Владимира Маяковского
- 2000 — «Дети Ванюшина» — Инна
- 2002 — «Синтезатор любви» А. Эйкборн. Режиссёр: Л. Хейфец — Зоя, Нан 300Ф
- 2003 — «Банкет» Нил Саймон. Режиссёр: С. Арцибашев — Ивон Фуше
- «Театральный романс» — Наталья Владимировна
- «Наполеон Первый» — Мария Луиза
- «Дети портят отношения» — Полина
- «Мёртвые души» — Елизавета Марковна
- «Опасный поворот» — Фреда Кэплан
- «Развод по-женски» — Мэри, Сильвия
- «День рождения Синей Бороды» — Жанетта, жена Синей Бороды
- «Завтра была война» — Зина Коваленко
- «Она в отсутствии любви и смерти» — Она
- «Записки мечтателя» — Лиза
- «Смотрите, кто пришёл!» — Маша
- «Островитянин» — Марина
- «Блондинка» — Мать
- «Летят перелётные птицы» — Марина
- «Дневник обыкновенной девушки» — Нина
- «Место для курения» — Желтовская
- «Сюжет Питера Брейгеля» — Девушка
- «Подземный переход» — Алёна
- «Валенсианские безумцы» — Лаида
- «Горбун» — Онка

### В других театрах
- «Борис Годунов», режиссёр П. Фоменко — Ксения
- «Питер Брейгель-старший» режиссёр Т. Ахрамкова — Девушка
- «Не было ни гроша, да вдруг алтын» режиссёр В. Саркисов — Настенька
- «Берег» реж. Б. Голубовский — Эмма
- «Братья Карамазовы» режиссёр В. Саркисов — Лиза
- «Поза эмигранта» режиссёр Л. Трушкин — Девочка
- «Лунный свет, медовый месяц» режиссёр Т. Догилева — Сибилла
- «Гамлет» режиссёр Гарольд Стрелков — Гертруда

### Роли в кино
- 1985 — Несмотря на преклонный возраст — Лена Лонина
- 1987 — Переход на летнее время — Наташа
- 1987 — Следопыт — Дженни
- 1988 — Долой коммерцию на любовном фронте, или Услуги по взаимности — Ида, комсомолка, влюблённая в секретаря Васю Мищенко
- 1990 — Завтра была война — Зина Коваленко
- 1990 — Портрет мадемуазель Таржи — Фантин
- 1992 — Помнишь запах сирени… — эпизод
- 1995 — Пионерка Мэри Пикфорд (Украина)
- 1997 — Королева Марго — Клодетта
- 1998 — Паранойя — медсестра
- 2003 — Женская логика 3 — Вероника Чундрикова, соседка Сипягиных, поселковая сплетница
- 2004 — Дети Арбата — жена Орджоникидзе
- 2006 — Аэропорт 2 — Марина Петровна, жена, серия «Синдром гения»
- 2006 — Мой генерал — администратор Людмила
- 2006 — Золотая тёща — Валерия, сестра Крымова, «старая дева»
- 2006 — Кабачок «Дежа вю»
- 2007 — Беглянки — тётя Рая, мать Гриши
- 2007 — Дочки-матери — Марта Куницына, секретарша и подруга Ирины
- 2008 — Время счастья (Россия, Украина) — Татьяна, подруга Инны
- 2008 — Из пламя и света… — Мария Васильевна Сушкова
- 2008 — Ранетки — Тамара, аферистка
- 2008 — Обручальное кольцо — Надя, домработница Троекурова
- 2009 — Одна за всех — Ира, подруга Людмилы Одинцовой
- 2011 — Мужчина во мне — Ольга Титова, соседка Андреевых
- 2012 — Без следа (15-я серия) — Валентина Петровна

### Озвучивание мультфильмов
- 2004 — Незнайка и Баррабасс — Леди Фи